# Marc Porci Cató (cònsol 118 aC)
Marc Porci Cató (en llatí: Marcus Porcius Cato) va ser un magistrat romà. Formava part de la gens Pòrcia, i era de la família dels Catons. Era fill de Marc Porci Cató Licinià i net de Cató el Censor.
Era un orador vehement, i va deixar molts discursos escrits (dels quals no es conserva res). L'any 118 aC va ser cònsol amb Quint Marci Rex, i aquell mateix any va morir a Àfrica, on probablement tractava d'arreglar les deferències entre els hereus de Micipsa a Numídia.